# Laurent Muzangisa
Laurent Muzangisa est un homme politique de la république démocratique du Congo. Il est ministre de l'Énergie dans le gouvernement Muzito I 

## Biographie
Marcel Malengela
1er avocat général au parquet près la cours de cassation née le 20 novembre 1965 , il fut procureur de la république à inongo de 2002 à 2009.